# برناردو (تگزاس)
برناردو (به انگلیسی: Bernardo) یک منطقهٔ مسکونی در ایالات متحده آمریکا است که در شهرستان کلرادو، تگزاس واقع شده‌است. برناردو ۷۷٫۱۲ متر بالاتر از سطح دریا قرار دارد.